# Gertrud Kleinhempel
Gertrud Kleinhempel, née le 25 décembre 1875 à Leipzig et morte le 29 février 1948 à Althagen (de), actuellement un quartier d'Ahrenshoop, est une designeuse allemande et une artiste polyvalente. Elle pratique et enseigne le dessin, conçoit de nombreuses pièces de mobilier et réalise des travaux de ferronnerie d'art, des verres, des jouets, des carreaux de faïence, de la porcelaine, des lampes, des textiles, des ex-libris et des affiches. 
Ses œuvres bénéficient d'une grande reconnaissance, elles sont discutées dans les plus importantes revues d’art et d’artisanat de l’époque et présentées lors de grandes expositions internationales. Malgré cette reconnaissance, elle se heurte à des difficultés et des discriminations en tant que femme artiste. 
Elle est la première femme artiste à obtenir le titre de professeur en Prusse.

## Biographie

### Jeunesse et formation
Johanna Gertrud (dite Gustel) Kleinhempel est née à Leipzig le 25 décembre 1875. Elle est la plus jeune enfant et l'unique fille de Friedrich Herrmann, un assistant des douanes, et d'Amalie Auguste et a deux frères plus âgés. À la mort de son père, alors qu'elle n'a que huit ans, la famille s'installe à Dresde. Gertrud Kleinhempel y suit une formation de brodeuse et de professeure de dessin. Elle fréquente l'école de dessin du Frauengewerbeverein (Association pour l'emploi des femmes) de Dresde et obtient un diplôme de professeure de dessin en 1894,,. À partir de 1895, elle étudie à l'Académie des femmes de l'Association des femmes artistes de Munich sous la direction de Ludwig Schmid-Reutte et y travaille comme dessinatrice d'arts appliqués et illustratrice jusqu'en 1898 environ,.
Pendant ses études, elle donne des cours particuliers de dessin à Munich et à Augsbourg et publie des dessins et des décorations de livres. En septembre 1897, son premier dessin d'illustration, « Freesia », paraît dans le célèbre magazine d'art Jugend,.
Gertrud Kleinhempel est membre du jury dans le domaine des arts et de l'artisanat de l'Association des femmes artistes de Munich, fait des contributions aux soirées de l'association et gagne un concours sur la conception d'un billet d'entrée pour la « Fête néerlandaise » de l'Association des femmes artistes.

### Carrière

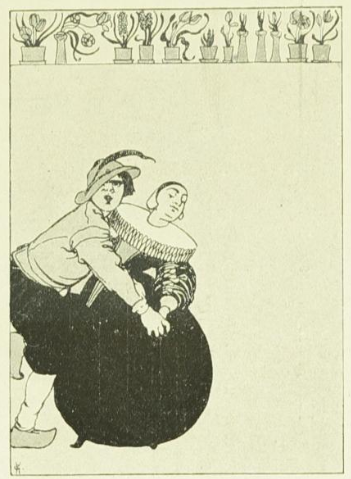
Cadre d'affiche pour un programme de festival (1899)

#### Les Werkstätte
Après avoir obtenu son diplôme à Munich, Gertrud Kleinhempel retourne à Dresde où elle travaille comme artisane indépendante pour différents ateliers d'art et d'artisanat (Werkstätte) qui s'y créent alors. Ces ateliers visent une réforme du secteur de l'artisanat et se positionnent dans la tradition de l'artisanat en réaction à la révolution industrielle qui se déroule depuis le milieu du XIXe siècle.
Elle travaille notamment pour les Dresdner Werkstätten für Handwerkskunst (Ateliers d'artisanat de Dresde, qui deviennent par la suite Deutsche Werkstätten Hellerau) dont le fondateur, Karl Schmidt (1873-1948), souhaite produire des meubles à la fois esthétiques et abordables pour la classe moyenne. Les designers fournissent les ébauches, reçoivent une part des bénéfices et conservent les droits d'auteurs sur leurs projets. Karl Schmidt apprécie particulièrement le travail de Gertrud Kleinhempel qu'il qualifie de "femme la plus compétente qu’il ait jamais rencontrée de sa vie". 
Gertrud Kleinhempel travaille longtemps en collaboration avec Margarete Junge. Avec elle, elle conçoit presque toute la production des Werkstätten für deutschen Hausrat (de) , des meubles pour les salons, salles à manger, salles d'étude, chambres à coucher ainsi que l'ameublement complet des appartements, des meubles modernes et épurés, aux proportions claires et équilibrées avec un décor sobre,,. 
Les œuvres de Gertrud Kleinhempel se détachent des anciennes formes décoratives, s'éloignent notamment de l'art nouveau pour des formes plus claires. Elles correspondent davantage aux besoins d'ameublement. Ainsi, elle est une des premières créatrices à concevoir du mobilier multi-fonctions comme des canapés-lits ou modulable comme des armoires à assembler selon les besoins. Ses meubles rencontrent beaucoup de succès auprès des acheteurs et sont aussi bien accueillis par le monde artistique,.

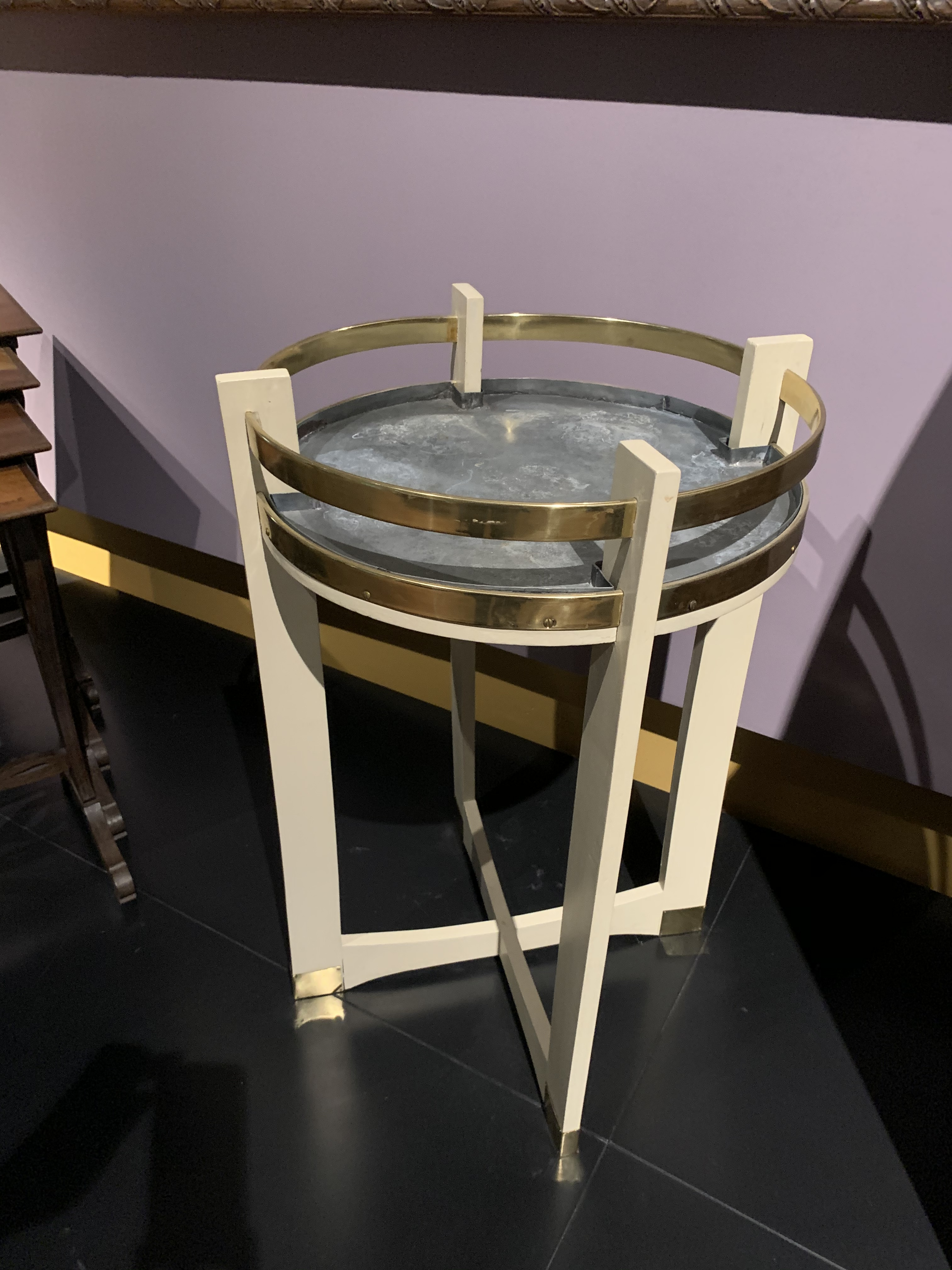
Table à fleurs conçue vers 1903 par Gertrud Kleinhempel et Margarete Junge

En plus de son travail de créatrice de meubles, Gertrud Kleinhempel réalise des bijoux, des verres, des jouets, des carreaux de faïence, de la porcelaine, des lampes, des tapis, des ex-libris et des affiches. Elle réalise des pièces d'argenterie pour le Conseil municipal de Dresde en 1906,.
Vers 1900, elle conçoit la brochure publicitaire des Dresdner Werkstätten für Handwerkskunst (Ateliers d'artisanat de Dresde, qui deviennent plus tard Deutsche Werkstätten Hellerau) ainsi que le matériel publicitaire d'une fabrique d'instruments.Ses œuvres bénéficient d'une grande reconnaissance ; elles ont été discutées dans les plus importantes revues d’art et d’artisanat de l’époque et présentées lors de grandes expositions.
Gertrud Kleinhempel fonde avec ses frères, Fritz (de) et Erich Kleinhempel (de), une école d'art privée dans le quartier de Striesen à Dresde. L'école forme des étudiants et étudiantes au travail du textile, à l'orfèvrerie et à la décorations de livres, de verre, de porcelaine et de meubles. Gertrud Kleinhempel est en charge, entre autres, des cours de dessin. L'école est fréquentée par de nombreuses étudiantes pour lesquelles l'accès aux écoles d'art est pratiquement impossible, en dehors de certaines écoles privées. Parmi ces élèves figure notamment Margarete Wendt. Aussi, lorsque l'École des Arts et Métiers de Dresde leur devient accessible en 1907, l'école des Kleinhempel, déjà en difficulté, périclite et ferme. 

#### L'enseignement
Gertrud Kleinhempel est alors engagée, de 1907 à 1938, à l'École des arts et métiers de Bielefeld où elle dirige le cours de design pour les métiers du textile et le cours du jour pour l'enseignement général. Ce n'est que plus tard qu'on lui confie aussi la classe du métal, qui correspond bien plus à son expérience artistique que le textile, mais qui est moins "féminin". Durant trois ans, on lui refuse un poste permanent et, lorsqu'elle l'obtient en 1911, c'est avec un salaire inférieur à celui de ses collègues masculins. Ces discriminations se poursuivent tout au long de sa carrière d'enseignante. Malgré ces restrictions, ses responsabilités au sein de l'école sont importantes dès le début, sans doute en raison de la notoriété qu'elle a acquise durant es annés précédentes,.
En 1920, elle est proposée pour l'attribution du titre de professeur, qui lui est décerné le 21 juillet 1921 par Otto Fischbeck (1865-1939), ministre du Commerce et de l'Industrie. Elle est une des premières femmes à l'obtenir et la première femme artiste en Prusse,,.
La ville de Bielfeld lui fait également bon accueil. Le libraire et marchand d'art Otto Fischer lui propose immédiatement une exposition de ses œuvres et la conception du magazine « Bielefelder Kunstblatt », qu'il publie à partir de 1907.

#### Une artiste polyvalente
Au cours de sa carrière d’enseignante, Gertrud Kleinhempel continue à travailler comme designeuse et architecte d'intérieur et participe activement à diverses expositions d’art et d’artisanat. Les intérieurs qu'elle conçoit sont caractérisés pas une palette de couleurs joyeuses et par leur côté ludique. 
Elle reçoit aussi des commandes de la ville de Bielefeld : la conception du « Livre d’or » en 1907, un gobelet en cristal avec un étui en argent en 1910 pour le régiment d'infanterie de garnison ou encore le couvercle du certificat de citoyenneté honoraire du maire sortant Bunnemann.
À cette période, elle se consacre davantage à l’art textile. Elle réalise un rideau de Torah pour la synagogue de la Turnerstrasse, inaugurée en 1905, et une tapisserie de quatre mètres de long pour la paroisse de Neustadt, en mémoire des victimes de la Première Guerre mondiale. À l’époque nazie, le tapis est considéré comme « art dégénéré » et retiré, le rideau et la synagogue sont détruits lors du pogrom du 9 novembre 1938.
À l’occasion du 25e anniversaire de l’École des Arts et métiers de Bielefeld, le directeur, Richard Woernle, lui consacre un long article : « Il n’y a donc rien dans le domaine de la création que l’on ne puisse confier en toute confiance aux mains artistiques de Gertrud Kleinhempel ».
Gisèle Kleinhempel est membre du Deutscher Werkbund depuis sa fondation en 1907 et est élue à son comité consultatif en 1915.  

### Fin de carrière et fin de vie
En 1933, le Werkbund est interdit par les nationaux-socialistes. Gertrud Kleinhempel - comme beaucoup de ses collègues - cesse complètement ses activités parascolaires et artistiques après 1933. 
Gertrud Kleinhempel prend sa pension le 1er avril 1938 et s'installe à Althagen où elle vit jusqu'à sa mort le 29 février 1948, d'un cancer.
Gertrud Kleinhempel est restée célibataire et sans enfant toute sa vie, en partie parce que son travail d'enseignante lui interdisait contractuellement de se marier. Elle vit avec sa mère veuve de 1910 à la mort de celle-ci en 1922 et avec sa collègue Else Hersel de 1919 à 1934. Leur séparation pourrait être due à une attitude différente vis-à-vis du nazisme dont Else Hersel était beaucoup plus proche que Gertrud Kleinhempel.
Sa maison à Althagen est détruit par un incendie criminel en janvier 2022.
Son neveu fait don de quelque deux mille dessins de Gertrud Kleinhempel au Musée des Arts décoratifs de Dresde en 2020, ce qui met en lumière la polyvalence et la créativité de l'artiste. Ils sont répertoriés, catalogués et numérisés.

## Reconnaissance et expositions

### Femme artiste
Les œuvres de Gertrud Kleinhempel bénéficient d'une grande reconnaissance et sont discutées dans d'importantes revues d’art et d’artisanat de l’époque, même s'il semble que ses réalisations sont davantage louées lorsqu'elle travaille avec son frère.  

« Dans toute leur œuvre, Erich et Gertrud Kleinhempel appartiennent à ce genre d’artistes d’art et d’artisanat dont nous n’avons malheureusement pas assez : ils ne travaillent pas pour les besoins de l’homme riche et pour les tâches apparemment si gratifiantes de l’art de luxe coûteux, mais ils s’efforcent au contraire de saisir une trace d’art avec les moyens les plus simples. Leurs meubles sont construits de la manière la plus économique (...), la décoration se limite presque à des ferrures finement distribuées et délicates ; tout l’effet réside dans une certaine grâce de construction. (...) Nous ne voulons pas sous-estimer ces œuvres simples, surtout dans la direction qui penche de plus en plus vers la sophistication raffinée. Elles nous montrent que l’esprit nouveau n’est pas seulement un aliment pour gourmets artistiques, comme il le prétend souvent, mais qu’il est également capable de passer dans nos modestes besoins quotidiens. »

Son travail indépendant ou en collaboration avec Margarethe Junge est traité avec plus de réserve, « Et lorsque je loue Gertrud Kleinhempel et Margarethe Junge, je le fais parce qu'il y a plus que de la naïveté dans la plupart de leurs œuvres (...). La simplicité qui devient facilement un peu grossière chez la femme simple se retrouve parfois avec grandeur, toujours avec dignité, dans les œuvres de Mademoiselle Kleinhempel et de Mademoiselle Junge. (Heny Van de Velde) ». Cette condescendance vis-à-vis des femmes artistes est d'usage à l'époque et se manifeste également dans les expositions, où les œuvres des femmes sont présentées essentiellement hors compétition dans ce qu'on appelle des "palais des femmes", des départements ou des maisons à part : « une chose doit être dite dès le début, il n'y a rien dans et autour de cette maison qu'un homme n'aurait pu faire tout aussi bien. »
Les « Wohnungseinrichtung für den minderbemittelten Bürgerstand (Meubles d'intérieur pour la classe moyenne défavorisée) » qu'elle conçoit avec son frère Erich obtiennent la médaille d'État de Saxe à l'« Volksthümliche Ausstellung für Haus und Herd (Exposition populaire pour la maison et le foyer) » de Dresde en 1899-1900,.
En 1918, elle remporte le troisième prix pour son dessin Oelzweig, destiné à illustrer une affiche pour l'Emprunt de guerre lors du concours organisé par le Verein für Plakatfreunde (Association des amis de l'affiche). La même année, elle reçoit un prix de 400 marks pour son projet « Zinnober » lors d'un concours  du Musée national des arts appliqués de Stuttgart pour des timbres postaux.

## Expositions
- 1899/1900 : Volksthümliche Ausstellung für Haus und Herd, Dresde[4]
- 1901 : Internationale Kunst-Ausstellung in Dresden, Dresde
- 1902 : Première exposition internationale d'art décoratif moderne, (conception d'une des quatre salles des ateliers de Dresde), Turin
- 1903/1904 : Exposition des Dresdner Werkstätten für Handwerkskunst, Dresde
- 1905 : Wertheim-Ausstellung, Berlin
- 1906 : Troisième exposition d'art et d'artisanat allemand à Dresde (de)
- 1910 : Exposition universelle de Bruxelles
- 1914 : Exposition du Deutscher Werkbund, Cologne. Elle y conçoit la salle de conférence du Club des femmes de Cologne dans la « Maison des femmes »[4]
- 2018-2019 : Gegen die Unsichtbarkeit - Designerinnen der deutschen Werkstätten Hellerau 1898 bis 1938, Palais japonais, Dresde[7]

- 2022 : Gertrud Kleinhempel - Wegbereiterin des modernen Gestaltens, Kunstmuseum Ahrenshoop[8]
- 2024-2025 : Here we are! Women in Design 1900-today, Design Museum, Bruxelles[6]